# مارکوس دینیز

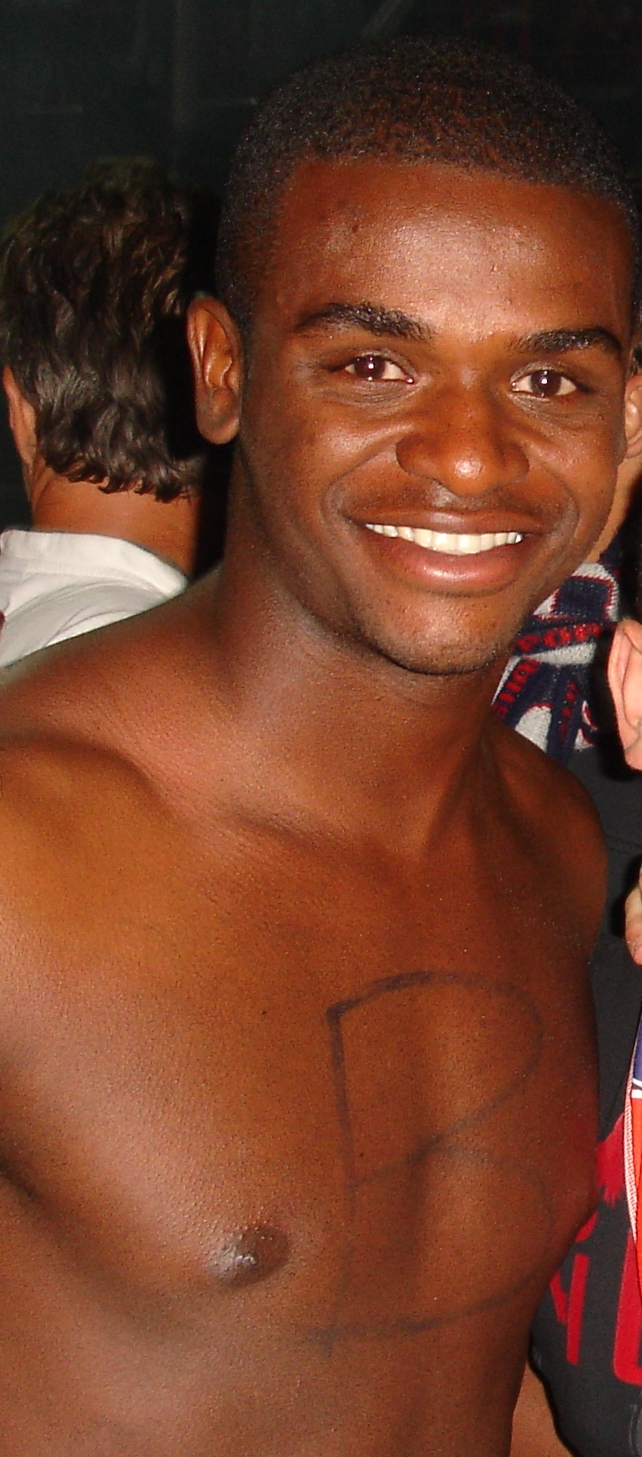
مارکوس دینیز در سال ۲۰۰۹

مارکوس دینیز (به پرتغالی: Marcus Plínio Diniz Paixão) مدافع اهل برزیل است که در شهر Vitória و در تاریخ ۱ اوت ۱۹۸۷ به دنیا آمده‌است.
مارکوس دینیز در تیم‌های فوتبال آ.ث. میلان سابقهٔ حضور دارد.